# Amritsar
Amritsar (pendjabi : ਅੰਮ੍ਰਿਤਸਰ) est une ville située au nord-ouest de l'État du Pendjab indien. Celle-ci abrite le Temple d'Or, nom informel du Harmandir Sâhib, centre spirituel et culturel de la communauté sikh. En 2011, la population recensée d'Amritsar est de 1 132 761 habitants.
Le nom « Amritsar » est composé des mots panjabi « amrit » (qu'on peut traduire par nectar) et « sar » (qu'on peut traduire par bassin, lac).

## Cité religieuse sikh
Au XVIe siècle, des travaux transforment en importante cité un simple terrain acheté 700 roupies au village de Tun par le 4e des gurus du sikhisme, Guru Ram Das. Ils commencent en 1573 par le creusement du bassin sacré, qui donne son nom à la ville. En 1601, le Temple d'Or est terminé et trois ans plus tard le livre sacré sikh, considéré aussi comme le dernier guru du sikhisme, 'Granth Sahib, est installé par le successeur de Guru Ram Das, Guru Arjan. Durant le règne du maharaja Ranjit Singh, la ville d'Amritsar dépasse Lahore comme ville principale du Panjab.
Parmi les différents temples présents à Amritsar, deux sont construits pour rendre hommage au martyr Baba Deep Singh.

## Centre administratif
Amritsar, outre son importance pour la communauté sikh, est le centre administratif de son district. Elle est située sur la portion de la Grand Trunk Road entre la capitale Chandigarh et Lahore (aujourd'hui au Pakistan). Cette dernière, qui était la capitale historique du Panjab avant la partition des Indes, se trouve à une soixantaine de kilomètres à l'ouest, de l'autre côté de la frontière avec le Pakistan qui est elle-même distante d'environ 30 km d'Amritsar.
Elle est desservie par un aéroport international situé dans le village de Raja Sansi, Sri Guru Ram Dass Jee International Airport (code AITA : ATQ) situé à environ onze kilomètres du centre-ville.
Les principales activités économiques comptent le tourisme, l'industrie textile et la fabrication de tapis, la production agricole, l'artisanat.

## Les massacres
La ville est connue pour les deux massacres dont elle a été témoin :
- le massacre d'Amritsar ou massacre du Jalianwalla Bagh, du 3 avril 1919, qui fit 379 morts et 1 200 blessés ;
- le massacre du Temple d'Or du 31 mai 1984 où plus de 400 personnes trouvèrent la mort.

## Personnalités née à Amritsar
- Sandip Verma, pair à vie, y nait en 1959.

## Galerie

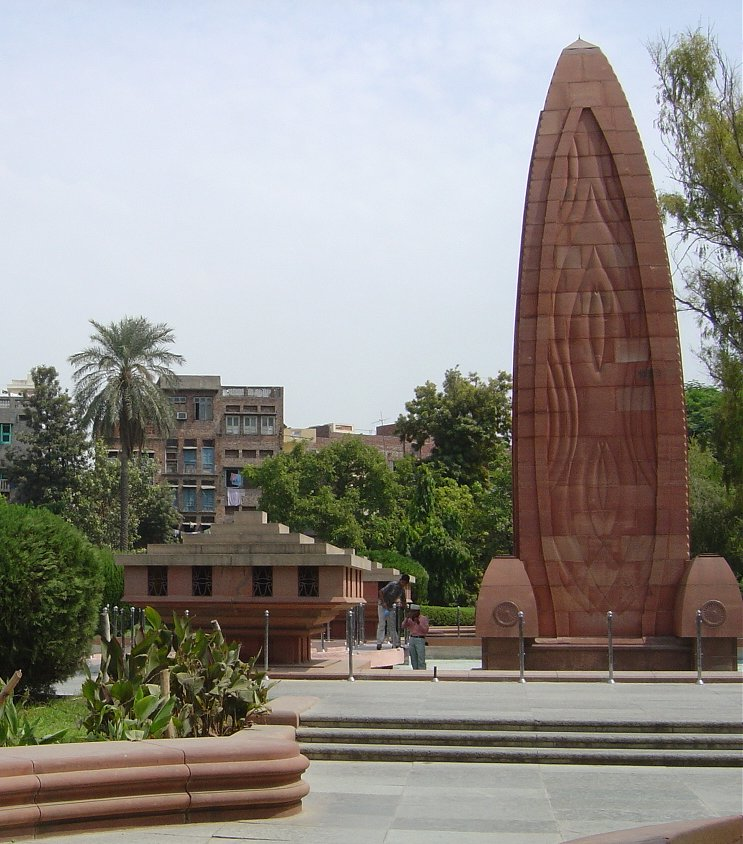
Mémorial du massacre d'Amritsar.
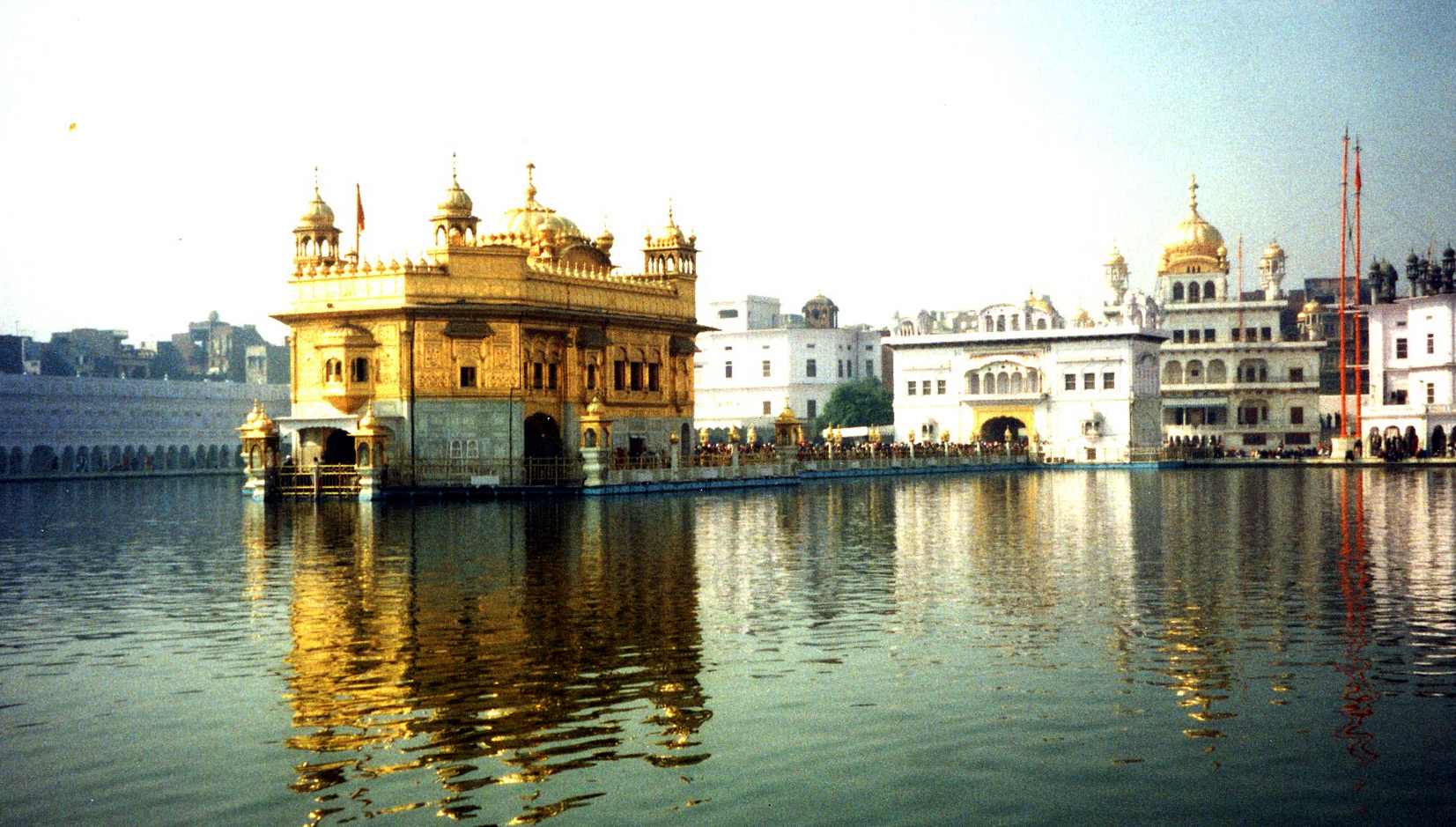
Le temple d'Or des Sikhs.
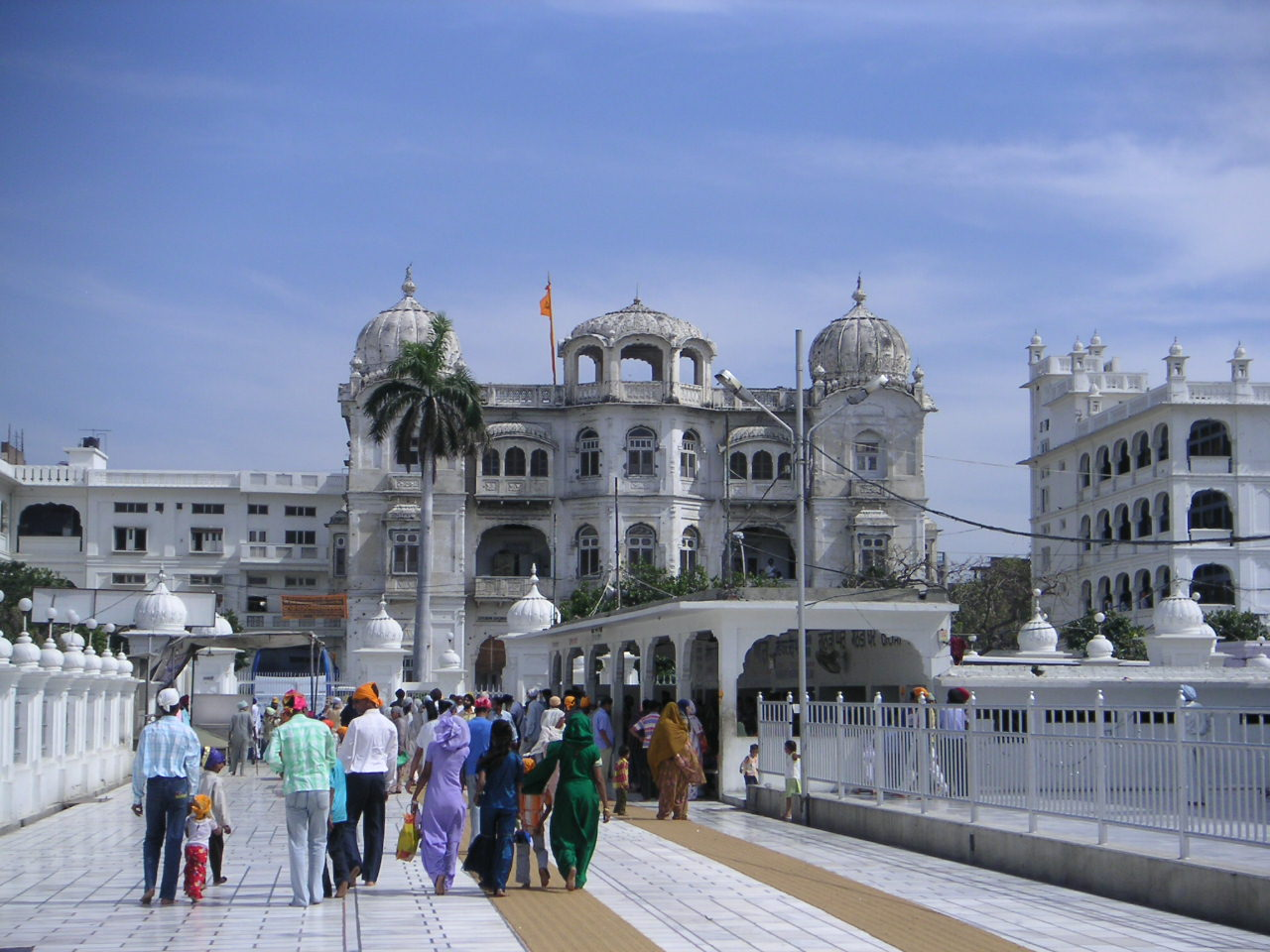
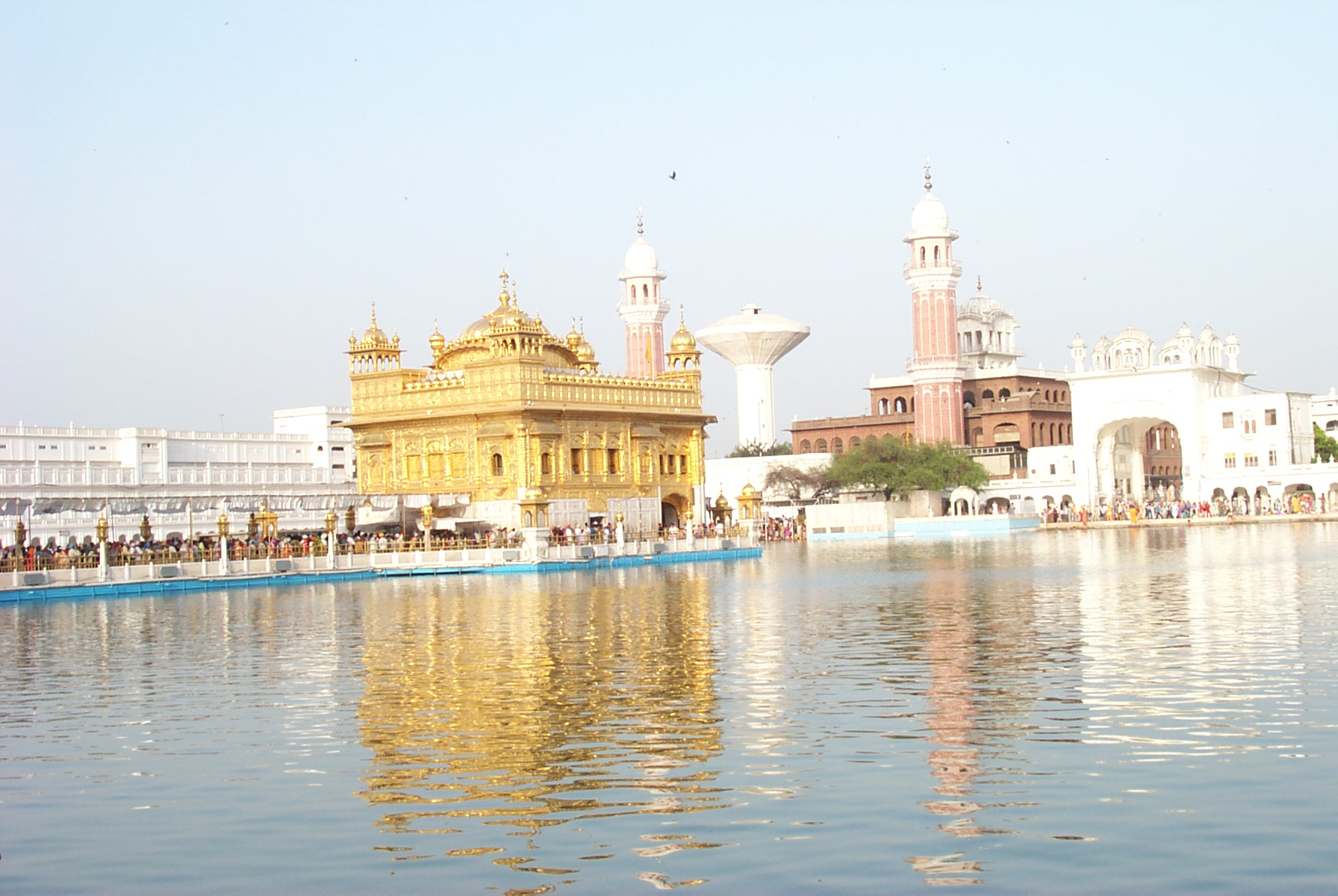
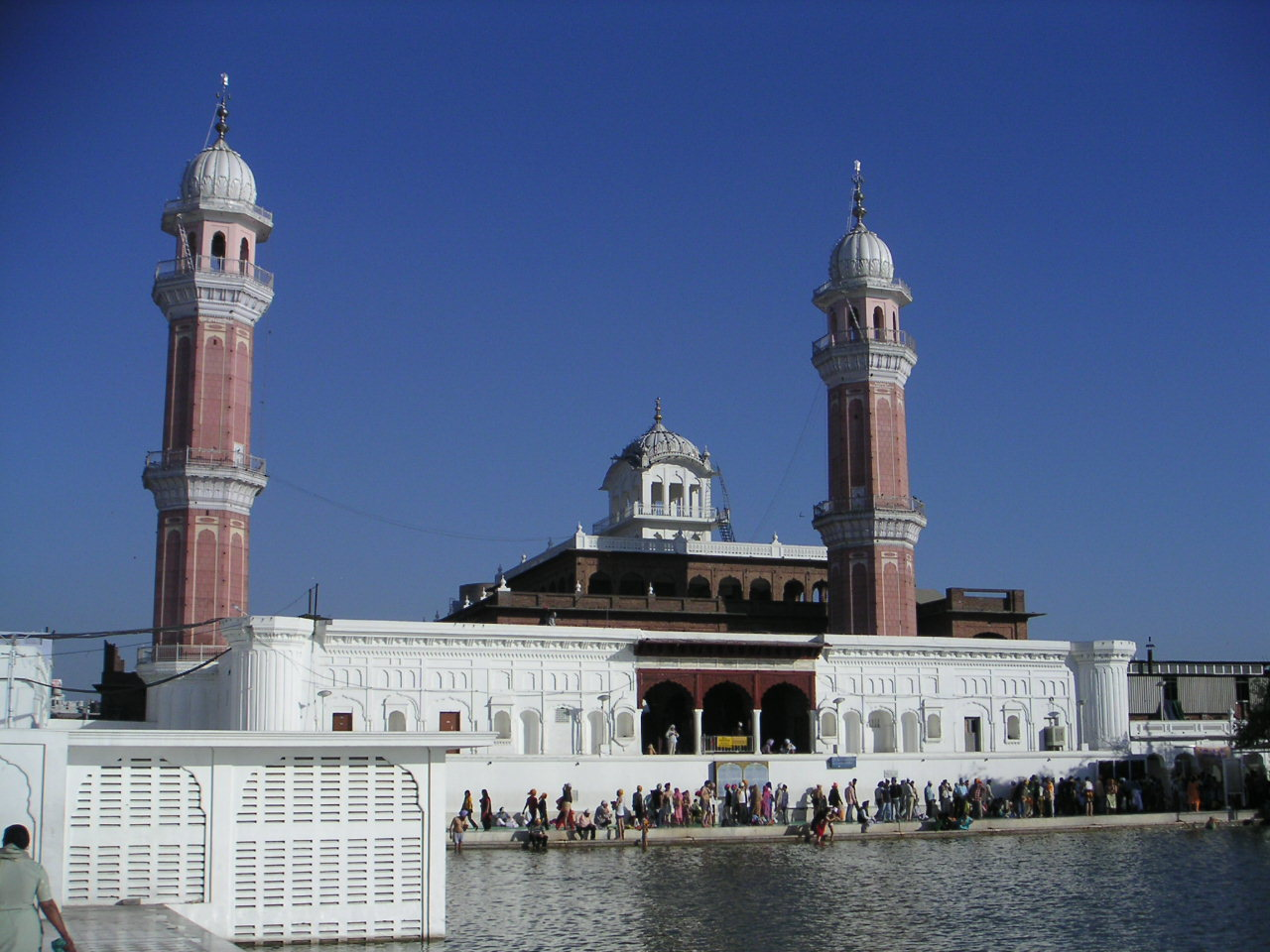